# سقنقور فلزی
سقنقور فلزی (نام علمی: Carinascincus metallicus) نام یک گونه از خانواده سقنقور است. این خزنده در مناطق گرمسیری و مرطوب جنگلی جنوب ایالت ویکتوریای استرالیا و جزیره تاسمانی زندگی می‌کند. سقنقور فلزی در الگوهای ظاهری و رنگ‌های مختلفی دیده شده‌است.